# Коллетт, Гарри
Гарри Коллетт  (англ. Harry Collett; род. 17 января 2004, Хаверинг, Большой Лондон) — британский актёр кино, театра    и ТВ.

## Биография
Гарри родился 17 января 2004 года в графстве Эссекс на юго-востоке Англии.
С 2010 года он выступал на театральной сцене, дебютировав в мюзикле  «Билли Эллиот».
Известность Коллетта началась в 2014 году, когда он снялся в музыкальном клипе   Майкла Бубле и Идины Мензел на песню  Baby, It’s Cold Outside. В 2015-м  озвучил компьютерную игру Dragon Quest Heroes: The World Tree's Woe and the Blight Below. Впоследствии он имел несколько малозначительных ролей, пока  не сыграл в 11 эпизодах популярнейшего английского медицинского сериала «Катастрофа», насчитывающего свыше 30-ти сезонов.
В 2017 году Гарри сыграл небольшую роль в военной драме Кристофера Нолана «Дюнкерк», а его подлинным кинопрорывом стал фильм «Удивительное путешествие доктора Дулиттла».  Выпущенный в январе 2020 года, он впервые дал Коллетту возможность сыграть главную роль в крупномасштабном проекте.

## Карьера

### Кино
| Год  | Название                                  | Роль                     | Примечание             |
| ---- | ----------------------------------------- | ------------------------ | ---------------------- |
| 2016 | Этель и Эрнест                            | Рэймонд Бриггс в юности  | озвучка                |
| 2017 | Честь                                     | Ли                       | короткометражный фильм |
| 2017 | Дюнкерк                                   | мальчик                  |                        |
| 2018 | Вы умрёте, или мы вернём вам деньги       | Уильям Моррисон в юности |                        |
| 2020 | Удивительное путешествие доктора Дулиттла | Томми Стаббинс           |                        |

### Телевидение
| Год       | Название         | Роль               | Примечание   |
| --------- | ---------------- | ------------------ | ------------ |
| 2014      | Катастрофа       | Себ Дюранте        |              |
| 2014−2017 | Валликазам!      | Уолли              | озвучка      |
| 2015      | Галавант         | юный Галавант      |              |
| 2015      | Пчелиные истории | Баззби             | озвучка      |
| 2016−2019 | Катастрофа       | Оливер Хайд        |              |
| 2022−н.в  | Дом Дракона      | Джекейрис Веларион | главная роль |

### Театр
| Год       | Название     | Роль              | Примечание |
| --------- | ------------ | ----------------- | ---------- |
| 2010      | Билли Эллиот | маленький мальчик |            |
| 2013      | Матильда     | Эрик              |            |
| 2015−2016 | Эльф         | Майкл             |            |

## Награды и номинации
- Behind the Voice Actors Awards (2016):
  - Лучший актёрский ансамбль в видеоигре — Dragon Quest Heroes: The World Tree’s Woe and the Blight Below (номинация)
- Pena de Prata (2012):
  - Лучший актёрский ансамбль в драматическом телесериале — «Дом Дракона» (номинация)